# 3407 Jimmysimms
3407 Jimmysimms eller 1973 DT är en asteroid i huvudbältet, som upptäcktes 28 februari 1973 av den tjeckiske astronomen Luboš Kohoutek vid Bergedorf-observatoriet. Den har fått sitt namn efter James A. C. Simms III.
Asteroiden har en diameter på ungefär 15 kilometer och den tillhör asteroidgruppen Adeona.